# Foxfire (film, 1996)
Pour les articles homonymes, voir Foxfire.
Ne doit pas être confondu avec Foxfire, confessions d'un gang de filles, le film de 2013
Pour plus de détails, voir Fiche technique et Distribution.
Foxfire est un film américain réalisé par Annette Haywood-Carter, sorti en 1996, tiré du roman de Joyce Carol Oates.

## Synopsis
L'arrivée de Margret dit « Legs », dans la vie de quatre jeunes étudiantes va tout chambouler. Harcelées sexuellement par un de leurs professeurs, les jeunes filles vont se venger avec l'aide de Legs. Dès lors, une grande amitié va naître dans ce petit groupe de rebelles.

## Fiche technique
- Réalisation : Annette Haywood-Carter
- Scénario : Elizabeth White
- Musique : Michel Colombier
- Montage : Louise Innes
- Création du décor :John Myhre
- Directeur artistique : Alan Locke
- Création des costumes : Laura Goldsmith
- Sociétés de production : Chestnut Hill Production, Red Mullet Productions et Rysher Entertainment
- Format : Couleur - 2,35:1 - 35 mm  - Son Dolby
- Genre : Film dramatique
- Durée : 102 minutes
- Date de sortie : 23 août 1996 aux USA

## Distribution
- Hedy Burress : Madeline « Maddy » Wirtz
- Angelina Jolie : Margret « Legs » Sadovsky
- Jenny Lewis : Rita Faldes
- Jenny Shimizu : Goldie Goldman
- Sarah Rosenberg : Violet Kahn
- Peter Facinelli : Ethan Bixby
- Dash Mihok : Dana Taylor
- Michelle Brookhurst : Cindy
- Elden Henson : Bobby (Elden Ryan Ratliff)
- Cathy Moriarty : Martha Wirtz
- Richard Beymer : M. Parks
- Fran Bennett (en) : le juge Holifield
- John Diehl : M. Buttinger
- Chris Mulkey : Dan Goldman
- Jay Acovone : Chuck
- Ever Carradine : la femme de l'imprimerie
- Maria Celedonio : Zoe
- Wesley Johnson : Tom
- Rick Jones (en) : l'agent de sécurité
- Joel Moore : 1er excentrique